# Brownville (Maine)
Brownville ist eine Town im Piscataquis County des Bundesstaates Maine in den Vereinigten Staaten. Im Jahr 2020 lebten dort 1139 Einwohner in 714 Haushalten auf einer Fläche von 115,57 km².

## Geographie
Nach dem United States Census Bureau hat Brownville eine Gesamtfläche von 115,57 km², von der 114,04 km² Land sind und 1,53 km² aus Gewässern bestehen.

### Geographische Lage
Die Gemeinde liegt im Südosten des Piscataquis Countys am Pleasant River, der im Westen der Town in südlicher Richtung fließt und gehört zur Three Rivers Community Alliance, einem losen Gemeindeverbund mit Sitz in Milo. Im Osten grenzt der Schoodic Lake an das Gebiet und im Norden der Ebeemee Lake. Die Oberfläche ist leicht hügelig und die höchste Erhebung ist der zentral gelegene, 242 m hohe Stickney Hill.

### Nachbargemeinden
Alle Entfernungen sind als Luftlinien zwischen den offiziellen Koordinaten der Orte aus der Volkszählung 2010 angegeben.
- Norden und Nordosten: Northeast Piscataquis, Unorganized Territory, 62,9 km
- Südosten: Lake View, 10,6 km
- Süden: Milo, 9,8 km
- Südwesten: Sebec, 14,5 km
- Westen: Northeast Piscataquis, 62,9 km

### Stadtgliederung
In Brownville gibt es mehrere Siedlungsgebiete: Brownville, Brownville Junction, Chandler, Ebeemee, Henderson, Knights, Knights Landing, Mill Brook, North Brownville und Prairie.

### Klima
Die mittlere Durchschnittstemperatur in Brownville liegt zwischen −11,1 °C (12 °F) im Januar und 19,4 °C (67 °F) im Juli. Damit ist der Ort gegenüber dem langjährigen Mittel der USA um etwa 9 Grad kühler. Die Schneefälle zwischen Oktober und Mai liegen mit bis zu zweieinhalb Metern mehr als doppelt so hoch wie die mittlere Schneehöhe in den USA; die tägliche Sonnenscheindauer liegt am unteren Rand des Wertespektrums der USA.

## Geschichte
Der Grant für Brownville wurde mehrfach vergeben, da die ersten zwei oder drei Käufer des Gebietes ihren Verpflichtungen nicht nachkamen und das Gebiet somit jeweils zurück an den Staat fiel. Das Gebiet wurde 1805 durch einen Mr. Holland erkundet und kurze Zeit später durch den Anwalt Moses Brown und Major Josiah Hills aus Newburyport gekauft. Sie starteten die ersten Ansiedlungen. 1806 bauten sie einen Damm und Mühlen am Pleasant River. Betrieben wurden die Mühlen von Major Hills. Weitere Siedler, Händler und auch Geistliche folgten.

### Einwohnerentwicklung
| Volkszählungsergebnisse – Town of Brownville, Maine | Volkszählungsergebnisse – Town of Brownville, Maine | Volkszählungsergebnisse – Town of Brownville, Maine | Volkszählungsergebnisse – Town of Brownville, Maine | Volkszählungsergebnisse – Town of Brownville, Maine | Volkszählungsergebnisse – Town of Brownville, Maine | Volkszählungsergebnisse – Town of Brownville, Maine | Volkszählungsergebnisse – Town of Brownville, Maine | Volkszählungsergebnisse – Town of Brownville, Maine | Volkszählungsergebnisse – Town of Brownville, Maine | Volkszählungsergebnisse – Town of Brownville, Maine |
| Jahr                                                | 1800                                                | 1810                                                | 1820                                                | 1830                                                | 1840                                                | 1850                                                | 1860                                                | 1870                                                | 1880                                                | 1890                                                |
| --------------------------------------------------- | --------------------------------------------------- | --------------------------------------------------- | --------------------------------------------------- | --------------------------------------------------- | --------------------------------------------------- | --------------------------------------------------- | --------------------------------------------------- | --------------------------------------------------- | --------------------------------------------------- | --------------------------------------------------- |
| Einwohner                                           |                                                     |                                                     |                                                     | 402                                                 | 568                                                 | 787                                                 | 793                                                 | 860                                                 | 896                                                 | 1074                                                |
| Jahr                                                | 1900                                                | 1910                                                | 1920                                                | 1930                                                | 1940                                                | 1950                                                | 1960                                                | 1970                                                | 1980                                                | 1990                                                |
| Einwohner                                           | 1570                                                | 1808                                                | 1743                                                | 1910                                                | 1914                                                | 1964                                                | 1641                                                | 1490                                                | 1545                                                | 1506                                                |
| Jahr                                                | 2000                                                | 2010                                                | 2020                                                | 2030                                                | 2040                                                | 2050                                                | 2060                                                | 2070                                                | 2080                                                | 2090                                                |
| Einwohner                                           | 1259                                                | 1250                                                | 1139                                                |                                                     |                                                     |                                                     |                                                     |                                                     |                                                     |                                                     |

## Kultur und Sehenswürdigkeiten

### Bauwerke
In Brownville wurden drei Bauwerke unter Denkmalschutz gestellt und ins National Register of Historic Places aufgenommen.
- Brown House, 1985 unter der Register-Nr. 85000273.[10]
- Slate House, 1995 unter der Register-Nr. 95000217.[11]
- Katahdin Ironworks, 1969 unter der Register-Nr. 69000011.[12]

## Wirtschaft und Infrastruktur

### Verkehr
Brownville selbst wurde im Dezember 1881 durch die Bangor and Katahdin Iron Works Railway an das Eisenbahnnetz der USA angeschlossen, 1893 folgte die Hauptstrecke nach Houlton, die von der Bangor and Aroostook Railroad gebaut wurde. Beide Strecken werden heute von der Montreal, Maine and Atlantic Railway betrieben. Nördlich der Ortschaft verläuft die Strecke der Eastern Maine Railway, die ebenfalls in den 1880er Jahren eröffnet worden war.
Die Gemeinde liegt an der Maine State Route 11, die sie in Nord-Süd-Richtung durchquert.
In unmittelbarer Nähe der Ortschaft liegt der Flugplatz Webber Jones.

### Öffentliche Einrichtungen
In Brownville gibt es keine medizinischen Einrichtungen oder Krankenhäuser. Nächstgelegene Einrichtungen für die Bewohner von Brownville befinden sich in Dover-Foxcroft.
In Brownville befindet sich die Brownville Free Public Library an der Church Street.

### Bildung
Brownville gehört mit den anderen Gemeinden der Three Rivers Community: Bowerbank, Brownville, LaGrange, Lake View, Medford, Milo und Sebec, sowie dem Township Atkinson zum MSAD 41.
Im Schulbezirk werden mehrere Schulen angeboten:
- Brownville Elementary School in Brownville, mit den Schulklassen 3 und 4
- Milo Elementary School in Milo, mit den Schulklassen Pre-Kindergarten bis 2
- Penquis Valley Middle School in Milo, mit den Schulklassen 5 bis 8
- Penquis Valley High School in Milo, mit den Schulklassen 9 bis 12